# La grande abbuffata
La grande abbuffata (La Grande Bouffe) è un film del 1973 diretto da Marco Ferreri.
Fu presentato in concorso al 26º Festival di Cannes.

## Trama
Quattro uomini (i cui nomi sono quelli degli attori che li interpretano), stanchi della vita noiosa e inappagante che conducono, decidono di suicidarsi chiudendosi in una casa nella periferia di Parigi per mangiare fino alla morte. I loro nomi sono Ugo, proprietario del ristorante "Le Biscuit à Soupe" e grande chef; Michel, produttore televisivo, appassionato di danza classica e uomo divorziato; Marcello, pilota dell'Alitalia (che nella sua scena d'esordio è intento a far scaricare dalle hostess dell'aereo delle forme di Parmigiano destinate alla villa in cui dovrà ritrovarsi con gli altri tre); e Philippe, un importante magistrato, scapolo, che vive ancora con la sua balia d'infanzia Nicole, iperprotettiva con lui al punto da cercare di impedirgli di avere rapporti con altre donne, arrivando a soddisfare lei stessa i suoi bisogni sessuali. I quattro si recano insieme in macchina alla villa, di proprietà di Philippe, nella quale il vecchio guardiano Ettore ha già predisposto tutto per la grande abbuffata. Ad aspettare Philippe, inoltre, vi è un esponente dell'ambasciata cinese, che gli propone un lavoro in Cina. Philippe lo rifiuta garbatamente con la frase Timeo Danaos et dona ferentes, ("Temo i Greci anche quando portano doni"), citazione virgiliana.
Una volta rimasti soli, i quattro cominciano la loro abbuffata (in una scena ad esempio Marcello e Ugo fanno a gara per vedere chi mangia più velocemente le ostriche), ma vengono interrotti il giorno dopo dall'arrivo di una scolaresca che vorrebbe visitare il giardino della villa per vedere il famoso "tiglio di Boileau", albero sotto il quale il poeta francese era solito sedersi per cercare l'ispirazione. I quattro accettano volentieri e offrono da mangiare a tutta la scolaresca, e soprattutto conoscono Andréa, la giovane e formosa maestra, che viene invitata a cena per quella sera. Prima di lei avevano invitato tre prostitute, che arrivano poco dopo, ma in seguito esse se ne vanno, sconcertate dalla loro morbosità culinaria. Invece Andrea rimane con loro, concedendosi anche sessualmente, fino alla morte di tutti e quattro.
Il primo a morire è Marcello, il quale, esasperato e sostenendo che non si può morire mangiando, decide di lasciare la villa nottetempo e in mezzo a una bufera di neve, a bordo di una vecchia Bugatti degli anni 30 custodita nel garage della villa e che lui aveva rimesso in moto. Gli amici lo ritrovano il mattino dopo, assiderato, al posto di guida, e, su consiglio di Philippe, lo sistemano nella cella-frigo, ben visibile dalla cucina. Dopo Marcello è la volta di Michel che, vittima di forti crisi di meteorismo e flatulenza e ormai stipato di cibo all'inverosimile (non riesce nemmeno più a sollevare le gambe e ad esercitarsi nella danza), muore in preda ad un attacco diarroico. Gli amici anche in questo caso lo sistemano nella cella-frigo accanto a Marcello. Poco dopo tocca ad Ugo, che s'ingozza fino a morirne di un piatto a base di tre tipi diversi di fegato (d'oca, di pollo e d'anatra), a forma di cupola di San Pietro da lui stesso preparato, e puntualmente rifiutato da Philippe e Andrea. Su consiglio di quest'ultima, Ugo resta esposto sul tavolo della cucina, "il suo regno". Ultimo ad andarsene è il diabetico Philippe, sulla panchina sotto il tiglio di Boileau e tra le braccia di Andréa, dopo aver mangiato un dolce a forma di seno preparato dalla donna, la quale lo lascia lì e rientra nella villa, il cui giardino è invaso dai cani attratti dalla carne che i fornitori hanno portato e lasciata appesa sulle piante.

## Produzione

### Soggetto
Il film contiene una feroce critica alla società dei consumi e del benessere, condannata, secondo l'autore, all'autodistruzione inevitabile. I bisogni e gli istinti primordiali, filtrati e normalizzati nel loro raggiungimento, divengono "noiosi" ed abbisognano di continue unicità per essere graditi. Ma la ricerca della difficoltà fine a se stessa comporta l'abbandono dell'utilità e sfocia inevitabilmente nella depressione e nel senso di inutilità. Come al solito nei film di Ferreri, l'unica salvezza è rappresentata dal genere femminile, legato alla vita per missione biologica.

### Riprese
Il film venne girato nel quartiere parigino di Auteuil presso la villa che fu dimora, nell'attuale rue Boileau, dell'omonimo celebre scrittore. Le riprese ebbero luogo nel febbraio 1973. Nel cast recitano in piccoli ruoli sia il padre che la figlia di Michel Piccoli.

## Distribuzione
In Italia il film è stato pesantemente censurato, con il taglio di molte scene. La versione francese originale dura 129 minuti, mentre quella italiana durava 123 minuti.
Con il commercio home video italiano, il film è stato ridotto notevolmente ad appena 112 minuti. Sia le VHS che i DVD mostrano quest'ultima versione, dove si evincono anche fin troppo bene i tagli operati durante il cambio delle sequenze. Tra queste mancano delle scene fondamentali:
- Ugo che ha un rapporto sessuale con Andrea mentre prepara una torta, che lui chiamerà "torta Andrea", copulando proprio con lei in mezzo all'impasto.
- Marcello che ha un rapporto sessuale a letto con Andrea, appena prima di abbandonare la villa: i baci espliciti alla francese sono tagliati.
- Ugo e Philippe che adagiano il cadavere di Marcello nella cella frigorifera.
- Nel 1975 il film fu distribuito in America dalla Touchstone Pictures una versione censurata in cui venivano tagliate tutte le scene violente,col cibo e col sesso e venne distribuito direttamente in vhs ed ora esiste solo quella versione americana sottotitolata

Nel 2019 la CG Entertainment ha fatto uscire il DVD e il Blu-Ray del film nella sua versione integrale e restaurata. 
Il 19 gennaio 2024 va in onda in seconda serata su Rete 4 per la prima volta, la versione integrale del film restaurata dalla Cineteca di Bologna in occasione del 50º anniversario dall'uscita del film.

## Accoglienza

### Critica
Il film venne platealmente fischiato al Festival di Cannes e pesantemente tagliato dalla censura. Da molti fu criticata l'abbondante presenza di scene di sesso e le volgarità scatologiche, come quelle in cui si manifesta il meteorismo di Michel o quella in cui esplode il WC di uno dei bagni della casa inondando di feci la stanza. Altri critici invece apprezzarono il taglio ideologicamente antiborghese. Il clamore e lo scandalo provocarono un successo di pubblico, insolito per un film dichiaratamente intellettuale. Per la sgradevolezza e la forza eversiva delle tematiche trattate, Cahiers du cinéma inserì il film in una sorta di ideale "trilogia della degradazione" insieme a Ultimo tango a Parigi (1972) di Bernardo Bertolucci e La maman et la putain (1973) di Jean Eustache.
A seconda delle opinioni, il film venne definito di volta in volta: «il film più ideologico di Ferreri» (Adelio Ferrero), «un monumento all'edonismo» (Luis Buñuel) o «specchio delle verità come eccesso» (Maurizio Grande). Pier Paolo Pasolini dedicò all'opera un'ampia recensione apparsa sulla rivista Cinema Nuovo, nella quale la definì cripticamente: «corpi colti in una sintesi di gesti abitudinari e quotidiani che nel momento in cui li caratterizzano li tolgono per sempre alla nostra comprensione, fissandoli nella ontologicità allucinatoria dell'esistenza corporea».
Non è un caso che il film, a posteriori, sia stato accostato proprio a Salò o le 120 giornate di Sodoma dello stesso Pasolini; anche se in forma meno cruenta, nella pellicola di Ferreri è ravvisabile una certa influenza dell'opera del Marchese de Sade. Come in Pasolini, e nel romanzo sadiano prima di lui, i quattro convitati nella villa parigina incarnano delle figure tipiche metaforiche, in questo caso raffiguranti un potere e tre prodotti dell'ideologia borghese: la legge (Philippe), l'arte e lo spettacolo (Michel), la cucina, il cibo (Ugo), l'amore galante e l'avventura (Marcello). Ed è proprio questo sistema ideologico che viene pesantemente preso di mira dal regista, grottescamente schernito, nel tentativo di eliminarlo, assieme alle scorie vitali, con un vivere ridotto alle funzioni elementari: mangiare, digerire, dormire, bere, copulare, orinare, defecare.
Nel suo dizionario, Morando Morandini assegna al film 5 stellette su 5, scrivendone:

## Riconoscimenti
- Festival di Cannes 1973
  - Premio FIPRESCI